# Sophie von Kühn
Christiane Wilhelmine Sophie von Kühn, ou Sophie von Kühn (17 mars 1782 – 19 mars 1797 à Grüningen), est une Allemande connue pour sa relation amoureuse avec le poète Novalis, qui débute en 1794. Ils se fiancent secrètement en 1795, mais Sophie von Kühn contracte la tuberculose qui l'emporte en 1797. Sa mort marque profondément le jeune Novalis, qui tient un journal les mois qui suivent. Il fait le portrait de Sophie von Kühn dans son texte Clarisse. L'écrivain développera des thèmes poétiques et philosophiques liés à son amour et à sa mort, dans ses Hymnes à la Nuit et Heinrich von Ofterdingen.

## Biographie
Sophie von Kühn naît le 17 mars 1782 à Grüningen. Sa mère est Sophie Wilhelmine von Kühn, elle a deux sœurs, Friederike et Karoline, deux frères, Hans et George, et une demi-sœur, Wilhelmine von Thümmel. Elle rencontre le poète Novalis le 17 novembre 1794. Le couple se fiance secrètement le 9 novembre 1795. Dans une lettre à Friedrich Schlegel, datée du 8 juillet 1796, Novalis rapproche sa fiancée de la discipline qu'il étudie alors, la philosophie. Il écrit : 
« Ma discipline préférée s'appelle au fond comme ma fiancée : elle s'appelle Sophie - Philosophie est l'âme de ma vie et la clef de mon propre moi. Depuis que j'ai fait sa connaissance, je me suis aussi bien fondu dans cette discipline. »

Elle ressent les premiers symptômes de la tuberculose le 5 juillet 1796. Elle est alors conduite à Iéna pour une opération. La maladie l'emporte à Grüningen le 19 mars 1797. Son fiancé Novalis est profondément marqué par sa mort, il écrira à ce sujet : 
« Il était au-dessus de mes forces d'assister impuissant aux luttes effroyables de cette jeunesse moissonnée dans sa fleur, aux angoisses épouvantables de la céleste créature... Le soir s'est fait autour de moi et il me semble que je vais bientôt partir, c'est pourquoi je voudrais devenir tranquille et ne voir autour de moi que des visages pleins de bonté. »

## Sources novalissiennes
- Novalis, Lettres de la vie et de la mort : 1793-1800, Paris, Éditions du Rocher, 1993, 174 p. (ISBN 9782268015750).
- Novalis, Les Disciples à Saïs - Hymnes à la Nuit - Chants religieux, Paris, Gallimard, coll. « Poésie », 1980, 192 p. (ISBN 9782070321933).
- Novalis, Les Hymnes à la Nuit, Œuvres ouvertes, 2011, 29 p. (lire en ligne).
- Novalis, Henri d'Ofterdingen, Paris, Flammarion, coll. « GF », 2011, 288 p. (ISBN 9782081255463).
- Novalis, Journal intime après la mort de Sophie - Clarisse, Paris, Mercure de France, 1997, 96 p. (ISBN 9782715220171).